# 绿鹊属
绿鹊属（学名：Cissa），是鸦科的一属。属下共有3种鸟类。
属下物种有：
- 蓝绿鹊
- 黄胸绿鹊
- 短尾绿鹊